# Ірина Мазур
Ірина Мазур — американська адвокатка, дипломатка, активістка української діаспори в США. Почесний консул України у Філадельфії (США). Віцепрезидентка Української Федерації Америки.

## Життєпис
Народилася у Львові. Закінчила юридичний факультет Львівського університету. Працювала юристкою і державною службовицею в Україні.
У США мешкає з 2001 року. Закінчила факультет права Темпльського університету. У 2016 році здала кандидатський мінімум за спеціальністю правознавство.
Консультувала Українську федерацію Америки (організацію, засновану 1991 року для допомоги Україні), а згодом[коли?] очолила програму Правозахисту та Інформації (Advocacy and Information). Є віцепрезиденткою громадської організації «Нова Українська Хвиля»[джерело?] та входить до ради директорів організації «Разом». Також позаштатна радниця Постійного Представництва України при ООН.
Є активною громадською діячкою. До прикладу, працювала на виборчій дільниці в Генеральному Консульстві України в Нью-Йорку, де рівень проведення виборів у 2014 році був відзначений МЗС України як зразковий.
Працює у Філадельфії адвокаткою, є партнеркою адвокатського бюро. Ірина Мазур є першою і, станом на 2020 рік, єдиною жінкою, котра обійматиме посаду почесного консула у США.